# Wolica (gromada w powiecie janowskim)
Wolica – dawna gromada, czyli najmniejsza jednostka podziału terytorialnego Polskiej Rzeczypospolitej Ludowej w latach 1954–1972.
Gromady, z gromadzkimi radami narodowymi (GRN) jako organami władzy najniższego stopnia na wsi, funkcjonowały od reformy reorganizującej administrację wiejską przeprowadzonej jesienią 1954 do momentu ich zniesienia z dniem 1 stycznia 1973, tym samym wypierając organizację gminną w latach 1954–1972.
Gromadę Wolica z siedzibą GRN w Wolicy (obecnie są to dwie wsie: Wolica Pierwsza i Wolica Druga) utworzono – jako jedną z 8759 gromad na obszarze Polski – w powiecie kraśnickim w woj. lubelskim na mocy uchwały nr 10 WRN w Lublinie z dnia 5 października 1954. W skład jednostki weszły obszary dotychczasowych gromad Blisko kol., Wolica kol., Wolica I i Wolica II ze zniesionej gminy Modliborzyce w tymże powiecie. Dla gromady ustalono 14 członków gromadzkiej rady narodowej.
1 stycznia 1956 gromada weszła w skład reaktywowanego powiatu janowskiego w tymże województwie.
1 stycznia 1960 gromadę zniesiono, włączając jej obszar do gromady Modliborzyce w tymże powiecie.